# Laetitia Mazzotti
Laetitia Mazzotti (* 1977 in Cesena) ist eine französisch-italienische Schauspielerin und Theaterregisseurin.

## Leben
In Italien geboren, besuchte Laetitia Mazzotti Schulen in Frankreich und zuletzt in Deutschland, wo sie ihr Abitur machte. Für kurze Zeit studierte sie Philosophie und Germanistik, ehe sie sich dem Theater zuwandte. Nach ersten Rollen am Schauspiel Hannover, Regieassistenzen unter verschiedenen Regisseuren und Teilnahme an Tanztheater-Projekten, ist Mazzotti seit dem Jahr 2000 freiberuflich tätig und arbeitet hauptsächlich an weiteren Bühnen in der niedersächsischen Landeshauptstadt, so am Staatstheater, am Opernhaus, an den Kammerspielen, an der Commedia Futura und am Theater an der Glocksee, an dessen Leitung sie in der Spielzeit 2010/11 beteiligt war.
Seit 2003 gehört Mazzotti darüber hinaus dem Ensemble des Klecks-Theaters an, einem Theater, das sich an jugendliche Zuschauer wendet. Hier stand sie bis heute in einer Vielzahl von Rollen auf der Bühne. 2011 gründete sie gemeinsam mit Christoph Linder und Frank Olle das theater sýstema, wo sie ihre ersten Regiearbeiten vorstellte.
Weiterhin ist Mazzotti als Sprecherin tätig und arbeitet gelegentlich auch vor der Kamera. Neben Deutsch spricht sie Französisch und Italienisch als Muttersprache. Sie ist Mutter von drei Töchtern und lebt in Hannover.

## Filmografie
- 2005: Der Kompromiss (Kurzfilm)
- 2006: Sieh zu, dass du Land gewinnst
- 2015: Aktenzeichen XY … ungelöst (500. Folge)
- 2016: SOKO Wismar – Der Legionär
- 2018: Leere Stadt